# Superinteressante

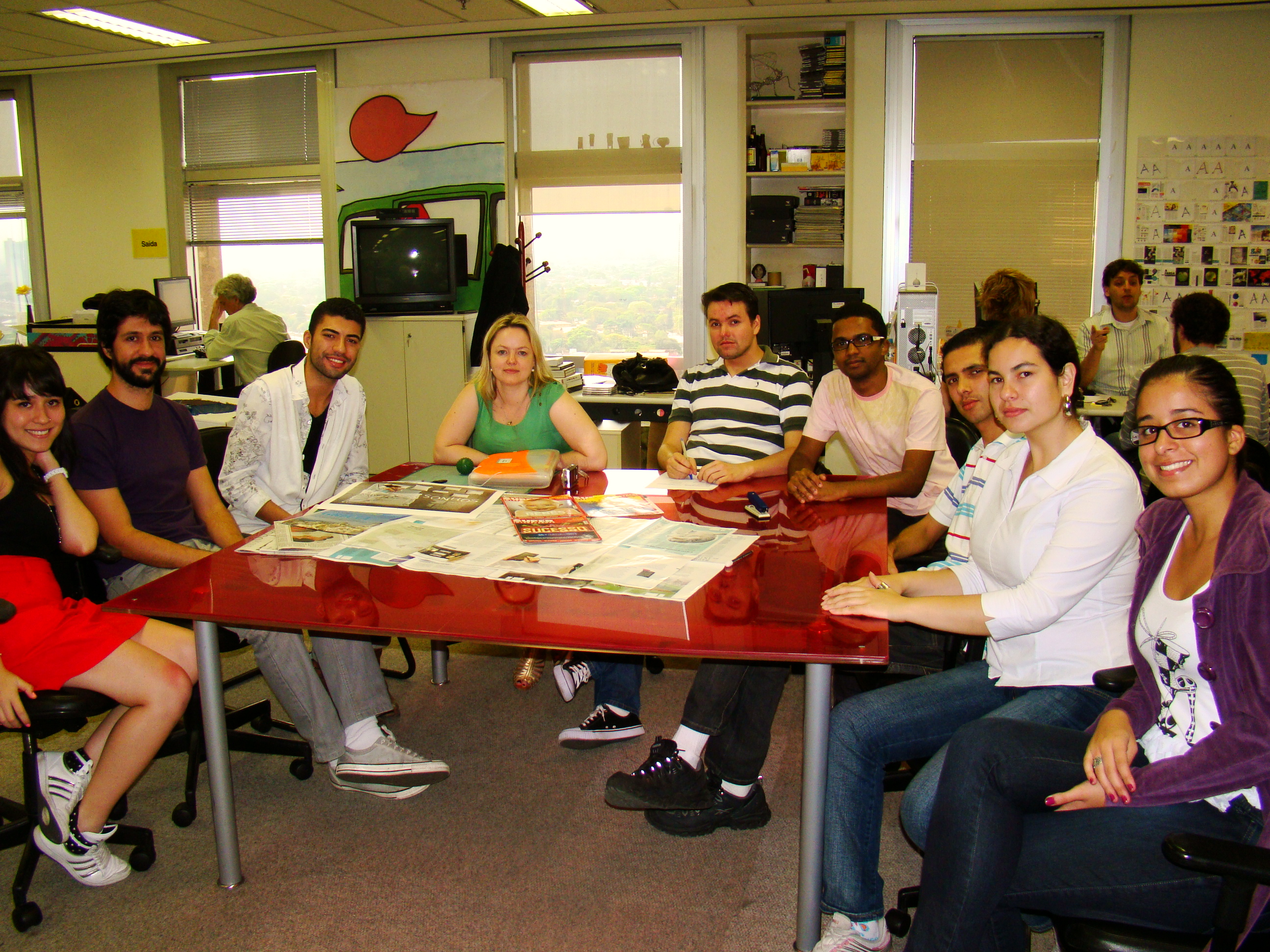
Superinteressante.

Superinteressante (connue populairement comme « Super ») est une revue scientifique brésilienne, publiée par Editora Abril depuis septembre 1987.
En 2010, le magazine a un tirage de 400 mille exemplaires. C'est à l'époque le troisième magazine de plus grand tirage de Editora Abril, derrière Veja et Cláudia.
En 1992, la publication remporte le prix José Reis de diffusion scientifique.

## Histoire
En 1987, Editora Abril achète les droits de la revue espagnole Muy Interesante et envisage de la publier dans son intégralité, en effectuant uniquement des traductions, ce qui se fait également en Allemagne, en France et en Italie. Puis elle découvre que les photolithes (plaques utilisées lors du processus d'impression) sont plus grandes que celles du Brésil, ce qui les amène à rédiger leurs propres articles. Actuellement, c'est le contraire : Super exporte ses matériaux vers des succursales étrangères.